# Hans im Glück (2015)
Hans im Glück ist ein deutscher Märchenfilm von Christian Theede aus dem Jahr 2015, der im Rahmen der ARD-Reihe Sechs auf einen Streich entstand. In der Titelrolle ist Anton Spieker besetzt, Michelle Barthel spielt die Rolle der Elisabeth. Die Filmhandlung basiert auf dem gleichnamigen Märchen der Brüder Grimm.

## Handlung
Nach sieben Jahren Lehre bei einem Gewürzhändler möchte Hans zu seiner Mutter ans Meer zurückkehren. Nur ungern lässt der Händler den klugen jungen Mann gehen. Als Lohn für seinen Dienst erhält Hans einen Klumpen aus purem Gold. Froh gelaunt und singend macht er sich auf den langen Weg zum Meer. Unterwegs trifft er auf den Händler Knudsen und dessen Tochter Elisabeth, die auf dem Weg nach Buxtehude sind und dort Handel treiben wollen. Hans macht großen Eindruck auf Elisabeth, und der Zufall will es, dass er sie mehrfach wiedertreffen wird.
Der Goldklumpen erweist sich schon bald als sehr unangenehm für die Reise, so dass Hans die erste Gelegenheit für einen Tausch beim Schopf packt und anstelle des Goldes ein Pferd erhält. Glücklich nicht mehr selber laufen zu müssen, schneller voranzukommen und nicht mehr schwer tragen zu müssen, reitet Hans davon. Doch schon bald ist er mit seinem Tausch nicht mehr zufrieden, denn er kann mit dem Pferd nicht richtig umgehen, und so wirft es ihn nach einem flotten Galopp ab. Als ein Bauer mit einer Kuh daherkommt, beneidet Hans den Mann, so ein stattliches, starkes Tier zu besitzen, das auch noch Milch geben kann, und tauscht das Pferd gegen die Kuh.
Vor einem Wirtshaus trifft Hans Elisabeth und ihren Vater wieder, die hier zur Rast eingekehrt sind. Elisabeth ist verwundert, dass Hans statt eines Goldklumpens nur noch eine Kuh besitzt, die doch offensichtlich viel weniger wert ist als ein großer Klumpen Gold. Sie meint, er hätte schlecht getauscht, doch er erwidert: „Was kümmert es mich, was es anderen wert ist? Mich muss es glücklich machen. Warum soll ich mich ärgern und plagen mit etwas, was mich nur hemmt?“ Das leuchtet Elisabeth ein. Gemeinsam setzen sie sich ins Wirtshaus, wo gerade ein Fest gefeiert wird, trinken etwas, sind fröhlich und tanzen miteinander.
Danach zieht jeder seiner Wege. Hans will am Ende des Tages etwas Milch von seiner Kuh zum Trinken haben. Erst jetzt bemerkt er, dass das Tier gar keine Milch gibt, und so tauscht er die nun für ihn wertlose Kuh gegen ein Schwein. Glücklich mit seinem Tausch zieht er seines Weges und trifft auf Karl, der die Einfältigkeit von Hans erkennt und ihm einfach erzählt, dass das Schwein gestohlen wäre, und ihm deshalb seine Gans für das Schwein gibt. Auf seinem weiteren Weg begegnet Hans einem Scherenschleifer, der ihm die Vorteile seines Handwerksberufs in den höchsten Tönen schildert. Als Scherenschleifer würde man der glücklichste Mensch der Welt sein, und schon ist Hans bereit, seine Gans für einen alten Schleifstein zu tauschen. Aber auch dieser Tausch macht ihn nicht zufrieden, schnell ist ihm das Gewicht des Steins lästig, da dieser ebenso schwer ist wie der anfangs von ihm eingetauschte Goldklumpen. Nur noch mühsam kommt er auf seinem Weg voran.
Als er einen Brunnen am Wegesrand sieht und trinken will, fällt ihm der Schleifstein hinein. Er steht nun zwar mit leeren Händen da, fühlt sich aber trotzdem glücklich und frei. So unbeschwert setzt Hans seinen Weg fort und gelangt endlich ans Meer, wo er unverhofft Elisabeth wiedertrifft und sich freut, sein Glück mit ihr teilen zu können.

## Produktion, Veröffentlichung

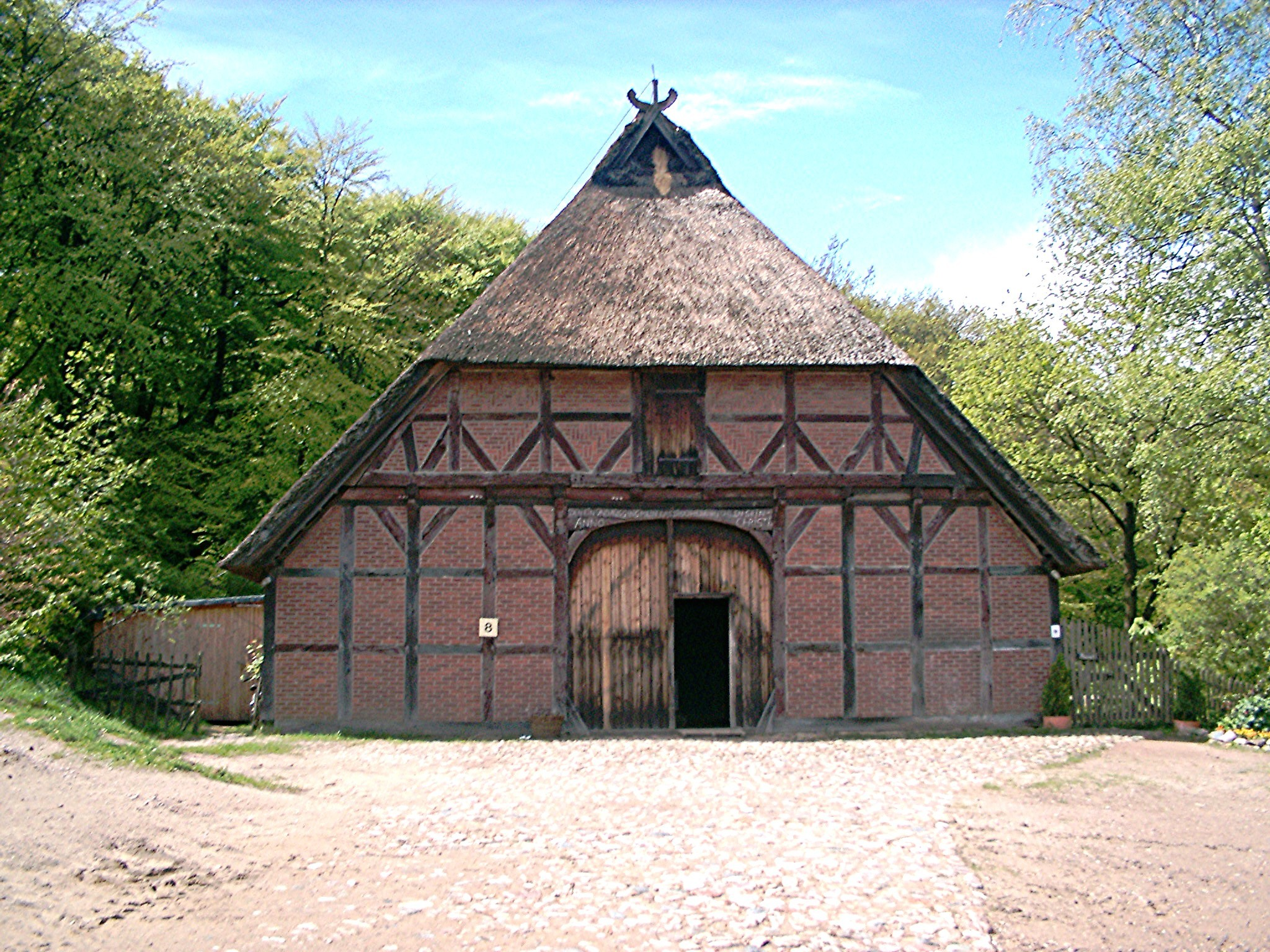
Freilichtmuseum Kiekeberg, einer der Drehorte des Films

Produziert wurde die Verfilmung für den NDR von der Ziegler Film GmbH. Gedreht wurde vom 8. bis 24. April 2015 in Hamburg, u. a. im Museumsdorf am Kiekeberg und am Ostseestrand sowie in Schleswig-Holstein unter der Regie von Christian Theede nach einem Drehbuch von Leonie Bongartz und Dieter Bongartz.
Seine Premiere feierte der Film am 12. November 2015 auf dem Kinofest Lünen, seine Erstausstrahlung im Fernsehen fand am 26. Dezember 2016 statt.
Der Film wurde von der EuroVideo Medien GmbH am 2. Dezember 2016 innerhalb der Reihe „6 auf einen Streich“ auf DVD veröffentlicht.
Hans im Glück und Das Märchen vom Schlaraffenland sind neben Frau Holle die einzigen Filme der Reihe, die bereits im Vorjahr für die alljährliche Staffel produziert worden sind.

## Unterschiede zum Märchen
Der Märchenfilm hält sich eng ans Märchen der Brüder Grimm. Hinzugefügt wurde jedoch eine Liebesgeschichte zwischen Hans und der im Märchen nicht existierenden Elisabeth. Auch dass die Mutter von Hans am Meer wohnt, ergibt sich aus dem Märchen nicht, wo deren Wohnort nicht genannt wird.

## Rezeption

### Einschaltquote
Bei seiner Erstausstrahlung wurde der Film von 1,68 Millionen Zuschauern eingeschaltet, was einem Marktanteil von 10,1 Prozent entspricht.

### Kritik
Rainer Tittelbach von tittelbach.tv war der Ansicht, dass „diese schwankhafte Erzählung erst im neunten Jahr für die ARD verfilmt“ worden sei, habe „einen guten Grund“: „Die Handlung ist dünn. Der Subtext ist dafür zwar umso reichhaltiger, ob der allerdings in seiner ganzen Vielfalt zum Zuschauer durchdringen wird, ist fraglich. Der Stoff bietet filmisch wenig: Dramaturgisch, visuell und von den schauspielerischen Leistungen her mussten sich die Macher auf dem Niveau der typischen Feld-Wald-Wiesen-Märchen der ersten ARD-Stunden bewegen. Eigentlich schade, ist die individuelle Glückserfahrung doch mehr denn je ein Thema!“
Die Redaktion von TV Spielfilm hingegen vergab für die „klassische Inszenierung mit sympathischen Figuren und klarer Botschaft“ einen Daumen nach oben.